# Akaki Tsereteli

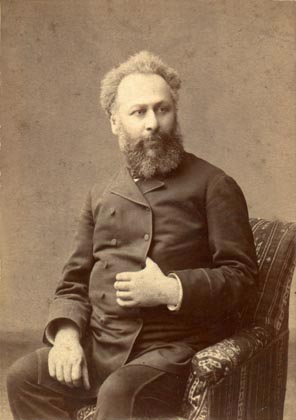
Akaki Tsereteli. Foto van Aleksandre Roinasjvili

Prins Akaki Tsereteli (Georgisch: აკაკი წერეთელი) (Schvitori, 9 juni 1840 - Satsjchere, 26 januari 1915) was een prominente Georgische dichter en speelde een prominente rol in de nationale bevrijdingsbeweging. Hij werd geboren op 9 juni 1840 in het dorpje Schvitori (regio Imereti in West-Georgië) in een adellijke Georgische familie. Zijn vader was prins Rostom Tsereteli. Naar een oude traditie bracht Ak'ak'i Tsereteli zijn kinderjaren in het dorp Savane in een boerenfamilie door en werd opgevoed door een kinderjuffrouw. Hierdoor kreeg hij veel empathie voor de boeren en het Georgische boerenleven. Hij studeerde in 1852 af aan het gymnasium in Koetaisi en in 1863 aan de Universiteit van Sint-Petersburg, aan de faculteit Oosterse Talen. 
Prins Tsereteli was een goede vriend van Prins Ilia Tsjavtsjavadze, Georgisch progressieve intellectuele jeugdleider. De generatie van de jaren 1860, geleid door Tsjavtsjavdze en Tsereteli, protesteerde tegen het Tsaristische regime en voor een culturele heropleving en zelfbeschikking van de Georgiërs. Hij is een auteur van honderden patriottische, historische, lyrische gedichten, satirische en humoristische verhalen en een autobiografische roman. Ak'ak'i Tsereteli was actief betrokken bij het onderwijs, de journalistiek en het theater. Het Georgische volkslied Suliko is gebaseerd op Ak'ak'i Tsereteli's liedteksten. 
Hij overleed op 26 januari 1915 en werd begraven in het Mtatsminda Pantheon in Tbilisi.
- Bibsys: 90857753
- Gemeinsame Normdatei: 118904191
- International Standard Name Identifier: 0000 0000 8224 6928
- Library of Congress Control Number: n86136044
- MusicBrainz: d6c1aadb-9d80-49a4-bad4-c99fc884784a
- Nationale Bibliotheek van Tsjechië: xx0097793
- Nationale Bibliotheek van Israël: 987007259492705171
- Nationale Bibliotheek van Polen: a0000001995775
- Nederlandse Thesaurus van Auteursnamen: 07127250X
- Système universitaire de documentation: 187537828
- Virtual International Authority File: 47400051
- WorldCat: E39PBJmdyWGV6JPgwYCprC6Myd